# Ri Dongun
Ri Dongun (hangul: 리동운, RR: Lee Dong-Woon; Phenjan, 1945. július 4. –) észak-koreai labdarúgó.

## Fordítás
- Ez a szócikk részben vagy egészben  a   Li Dong-woon című angol Wikipédia-szócikk fordításán alapul.  Az eredeti cikk szerkesztőit annak laptörténete sorolja fel. Ez a jelzés csupán a megfogalmazás eredetét és a szerzői jogokat jelzi, nem szolgál a cikkben szereplő információk forrásmegjelöléseként.